# 田邊誠
田邊 誠（田辺 誠、たなべ まこと、1922年〈大正11年〉2月25日 - 2015年〈平成27年〉7月2日）は、日本の政治家、実業家。位階は従三位。
衆議院議員（11期）、日本社会党委員長（第11代）、裁判官弾劾裁判所裁判長（第61代）を歴任。

## 経歴・人物
老人福祉事業に従事していた田邊熊蔵の長男として群馬県前橋市に生まれる。旧制前橋中学（現在の群馬県立前橋高等学校）卒業後、旧制高校への進学を希望していたが、父が経営する養老院の運営がおもわしくなく、やむなく学費無料の逓信官吏練習所に進学した。
練習所卒業後、前橋郵便局に勤務した。1943年に応召し兵役に就いたが、軍隊内では熱心なクリスチャンであることを理由に酷いいじめにあったという。復員後、前橋郵便局に復職。上司にも堂々と意見する態度を買われて労働組合の指導者に推され、以後、全逓信労働組合群馬地区委員長、群馬地方労組評議会議長を歴任した。
1955年、群馬県議会議員に当選。県議会ではダム建設にまつわる不正を追及して、当時の北野重雄知事を知事選への再出馬断念に追い込んでいる。1960年の総選挙で衆議院議員に初当選。1963年の総選挙では落選したが1967年の総選挙で復活し、以後引退まで連続当選を果たした。
衆議院では社会労働委員会に属し、社会福祉政策の充実を訴えた。一方、社会党内では江田三郎派に属し、次第に右派の重鎮としての地位を築いていった。1977年、社会党の国会対策委員長に就任。

国対委員長時代には、自民党の金丸信国対委員長とのパイプを築いた（国対政治）。盟友関係は金丸の死去まで続き、互いに「マムシとナマズ」と呼び合うほどだった。後に金丸が不正蓄財問題で失脚した後、金丸と仲の良かった田辺もダーティーなイメージで見られたが、側近の船橋成幸は、「田辺の私生活は清潔であった」と著書の中で述べている。自民党の実力者との交流は、社会党関係者や市民運動家の要求を通しやすくするためにおこなわれていた側面もあった。
1981年1月、水曜会を中心に右派既成派閥「政権構想研究会」結成に参加し、会長に武藤山治政審会長を据えた。しかし、同年11月の社会党委員長選で自派の武藤政審会長が飛鳥田一雄委員長に大敗し、国対委員長を退任した。1982年7月、平林剛書記長の急死で書記長代行に就任。さらに、1983年7月には、石橋政嗣委員長の下で書記長に就任した。1985年12月の党大会で執行部は田邊を中心に作成された新綱領を提案し、協会派の低迷にも助けられて翌1986年1月の採択にこぎ着け、西欧型社会民主主義政党にすることに成功した。
1986年7月、衆参同日選で、社会党が大敗すると石橋委員長の辞任に合わせて、書記長を辞任した。1989年、土井たか子委員長の下で、副委員長に就任。

1991年、第12回統一地方選挙では敗北の責任を取って土井委員長が辞任すると、後任の委員長に就任した。河上丈太郎委員長以来、26年ぶりの右派出身の委員長であり、自民党や中道政党とも太いパイプを持つ田邊は、社会党を政権交代可能な政党へと脱皮させる人物としてマスコミなどから期待された。田邊もそれに応えるように、影の内閣を党内に設置するなど、政権交代を視野にいれた路線を打ち出した。

しかし、委員長選挙で左派が推す上田哲との得票差が僅か1万票に過ぎなかったことは、田邊の党内支持基盤が脆弱であることを党の内外に露呈した。田邊自身も必要以上に左派に気を使うようになり、思ったような党内運営は出来なかった。
1992年、通常国会で田邊委員長は、PKO法案に対し、当初は自衛隊とは別組織にする条件で妥協する予定だった。しかし、自民・公明・民社の三党が別組織論を反故にしたこと、派遣自体に反対する党内意見などの理由で、社民連、連合参議院（別組織論）、共産党（派遣自体に反対）と共に牛歩戦術や社会党衆議院議員総辞職で反対姿勢を示した。
党内基盤の弱い田邊は、徹底抗戦を訴える左派を説得することは出来ず、また左派も田邊と自民党とのパイプをはなから期待して、事態の収拾に動こうとはしなかった。PKO関連法案は、自民・公明・民社の自公民協力体制で成立。7月の参院選では、PKO法案に強硬に反対しながら、同法案に賛同した公明党、民社党と選挙協力するという一貫性のない対応が仇となり敗北した。
党内で参院選の敗北の責任を問う声が高まったことや、田邊の盟友の金丸が失脚したことで、政治家としての田邊のイメージも悪化したことから、1993年1月、書記長だった山花貞夫を後継の委員長に指名して、委員長を辞任した。
1993年、細川護熙連立政権が誕生すると、連合の山岸章会長は、田邊を衆議院議長に推したが、新生党の小沢一郎らは左派の発言力封じのために、土井たか子を衆議院議長に推し、田邊議長は実現しなかった。それでも、田邊は右派の中心人物として、新生党らとの非自民連立政権維持を説いてまわった。
そのため、自民党との連立を選んだ村山富市内閣とは距離を置き、1996年9月には民主党設立委員会に参加した。1996年総選挙には立候補せず、政界引退。同年、勲一等旭日大綬章受章。1997年6月19日、日本社会党の後身である社会民主党を離党し、同日に旧民主党に入党した。2005年2月に民主党群馬県連常任顧問に就任した。
政界引退後は、父から受け継いだ老人ホームの経営に専念していた。
田邊は1990年、金丸信と共に北朝鮮を訪問し、金日成国家主席・朝鮮労働党総書記と会談するなど、北朝鮮との交流に熱心であったことが知られている。しかし日本人拉致事件発覚後は、北朝鮮側に対し自分をだましていたと抗議し、関係を絶っている。
2015年7月2日19時19分、前立腺癌のため前橋市内の病院で死去。93歳没。叙従三位。

## 政策・活動

### 南京大虐殺紀念館の建設要請
浜田幸一によると、田邊が1980年代に中華人民共和国江蘇省南京市を訪れた際『南京大虐殺紀念館を建設する様』求めたという。浜田はこの要請や総評から南京市への3000万円の寄付によって、同紀念館が建設されたと語っている。しかし、1999年11月と12月の阿羅健一のインタビューでは「パールハーバー50周年の際に日本の反省を述べたことはあるが、南京事件については知らないので、中国に対して南京事件について言ったことはない」と述べている。

### 成田空港問題
小川プロ制作の『三里塚 第二砦の人々』において、空港反対派が立てこもる土地の立木に田邊名義の明認札が下げられていることが確認できる。

## 著書
- 『敬神愛人 : 田辺熊蔵の生涯』日本評論社、1984年11月20日。
- 『愛と知と力の政治』日本評論社、1988年11月20日。